# Giovanni Bellavite

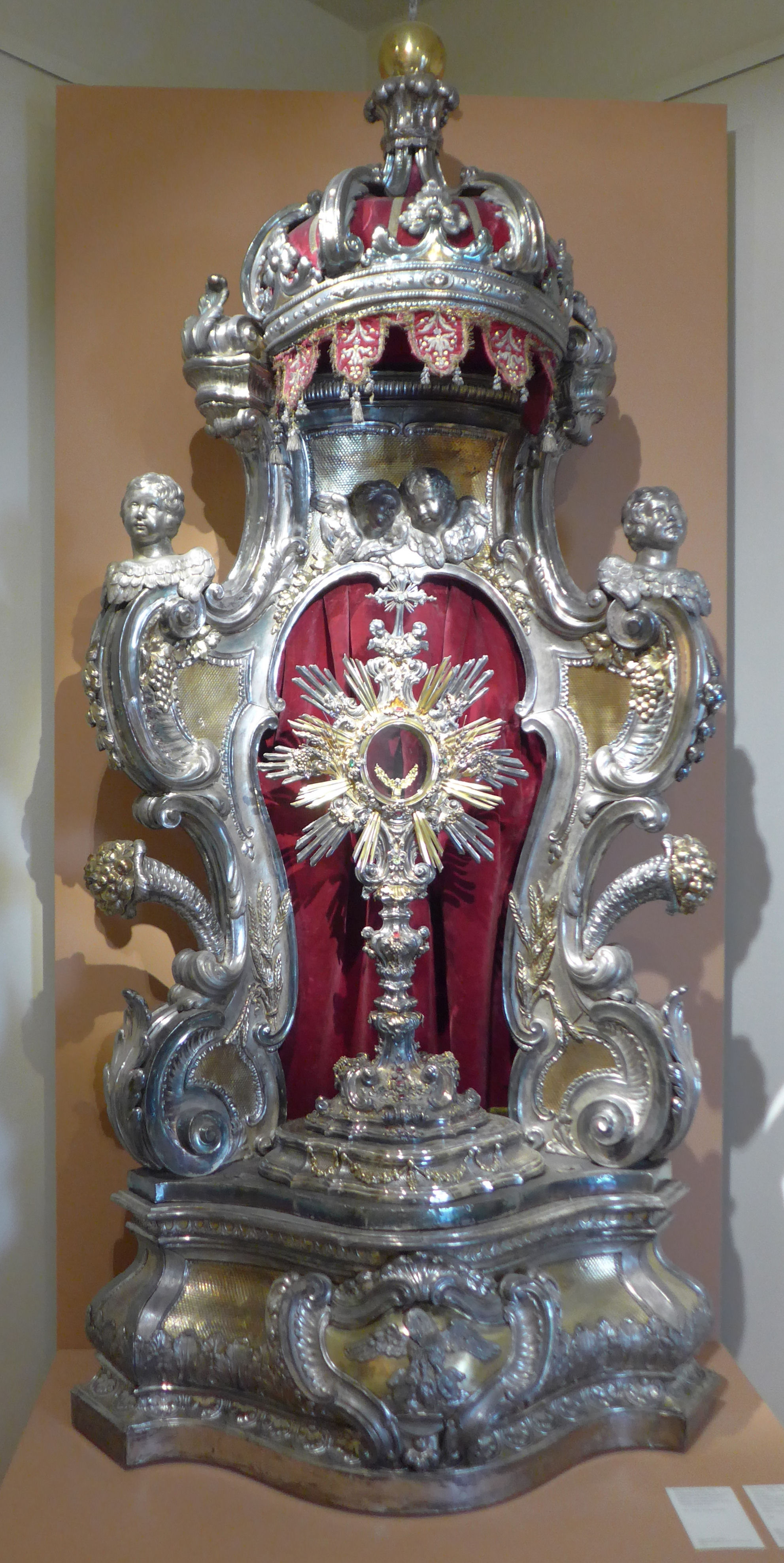
Giovanni Bellavite, Trono per esposizione eucaristica, 1781, MAST Castel Goffredo

Giovanni Bellavite (Verona, 4 gennaio 1739 – Mantova, 4 ottobre 1821) è stato uno scultore e argentiere italiano.

## Biografia
Discendente dalla famiglia veronese di orafi, Giovanni "il Giovane" nacque a Verona da Girolamo Bellavite (1710-1806), di Giovanni "il Vecchio" (1679-1771), orafo, e da Veronica Bertoldi. Studiò disegno affinché seguisse le orme paterne. Lavorò nell'officina del padre, specializzandosi nella cesellatura delle medaglie e nella fusione dei metalli. Nel 1764 si recò a Roma, dove studiò a lungo molte opere d'arte presenti nella città e frequentò l'Accademia del disegno.
Dal 1766 fu attivo, assieme al padre, a Mantova come orafo e docente all'Accademia di Belle Arti dal 1787.
Le sue opere recano il punzone del "giglio araldico".

## Opere
- Quattro busti di Santi: Anselmo, Benedetto, Mauro, Placido, 1770, rame sbalzato e argentato, chiesa dell'abbazia di San Benedetto in Polirone di San Benedetto Po[3]
- Ostensorio raggiato, 1770 ca., argento e bronzo dorato, Basilica di Sant'Andrea di Mantova[4]
- Piccola zuppiera, 1772/1780, argento sbalzato, Museo di Palazzo d'Arco di Mantova[5]
- Pisside, 1774, argento sbalzato, MAST Castel Goffredo[6]
- Ampolle per la Messa, 1776, argento sbalzato, Museo diocesano Francesco Gonzaga di Mantova[7]
- Madonna con Bambino Gesù, 1780, bronzo dorato, Museo diocesano Francesco Gonzaga di Mantova[8]
- Turibolo, 1780, argento sbalzato, MAST Castel Goffredo[9]
- Trono per l'esposizione del SS. Sacramento, 1781, MAST Castel Goffredo[10]
- Cupido dormiente, 1784, bassorilievo in bronzo, Museo di Palazzo Ducale di Mantova[11]
- Statua del Risorto, 1790, bronzo dorato, Museo diocesano Francesco Gonzaga di Mantova
- Cristo risorto, 1790, bronzo dorato, Duomo di Mantova[12]
- Bassorilievi, terracotta, Loggia di Davide a Palazzo Te di Mantova[13]
- Busto di Virgilio, 1801, scultura in bronzo, Palazzo Municipale di Mantova [14]
- Crocefisso, 1810, bronzo e argento, Basilica di Sant'Andrea di Mantova[15]